# Elias Koteas
Elias Koteas (Montreal, 11 de marzo de 1961) es un actor canadiense. Es conocido por su variada gama de personajes secundarios, principalmente en filmes independientes como El liquidador, Ararat, Exótica y Crash, y en películas taquilleras como Las tortugas Ninja.

## Carrera
Koteas se licenció en la Academia Americana de Artes Dramáticas, y es miembro del Actors Studio. Sus padres son de ascendencia griega.
Uno de los primeros papeles de Koteas fue en Gardens of Stone (Jardines de piedra) de Francis Ford Coppola. Repitió con el mismo director en Tucker: un hombre y su sueño, pero se hizo muy popular con un papel muy distinto: encarnando al personaje de Casey Jones en la primera y la tercera película de las Tortugas Ninja.
También ha tenido papeles dignos de mención en Exótica (Atom Egoyan, 1994), Crash (David Cronenberg, 1996), Gattaca (Andrew Niccol, 1997) y La delgada línea roja (Terrence Malick, 1998). Entre sus siguientes películas destaca Zodiac de David Fincher, con Jake Gyllenhaal y Robert Downey Jr. También es notoria su participación en Shooter de Antoine Fuqua.
En 2014 formó parte del elenco recurrente de la serie de NBC Chicago P.D. como el detective Alvin Olinsky, junto a los actores Sophia Bush, Jon Seda, Jesse Lee Soffer y Jason Beghe. En 2006 actuó en la serie de televisión estadounidense House, en el último episodio de la segunda temporada. También tuvo una actuación como estrella invitada en la serie Unforgettable, en su final de temporada. En 2008 fue actor especial invitado en los capítulos consecutivos Rehén y Veritas, de la serie televisiva CSI: Nueva York (T4E21) y (T5E01).

## Filmografía
- 1985: One Magic Christmas
- 1987: Some Kind of Wonderful
- 1987: Gardens of Stone
- 1988: Tucker: the Man and his Dream (Tucker, el hombre y su sueño)
- 1988: Full Moon in Blue Water
- 1989: Malarek, como Victor Malarek
- 1989: Friends, Lovers, & Lunatics, como Davey
- 1989: Blood Red, como Silvio
- 1990: Las tortugas ninja, como Casey Jones
- 1990: Backstreet Dreams
- 1990: Desperate Hours
- 1990: Look Who's Talking Too (Mira quién habla también)
- 1990: Almost an Angel
- 1991: The Adjuster
- 1992: Contact
- 1992: Chain of Desire (Las cadenas del deseo)
- 1993: Cyborg 2
- 1993: Las tortugas ninja III, como Casey Jones, y Whit
- 1994: Exótica, como Erik
- 1994: Camilla
- 1995: Sugartime
- 1995: Power of Attorney
- 1995: The Prophecy
- 1996: Crash
- 1996: Hit Me
- 1997: Gattaca
- 1998: Divorce: A Contemporary Western
- 1998: Poseídos (Fallen), como Edgar Reese
- 1998: Living Out Loud
- 1998: Apt Pupil
- 1998: The Thin Red Line (La delgada línea roja)
- 2000: Dancing at the Blue Iguana
- 2000: Harrison's Flowers
- 2000: Lost Souls
- 2001: Novocaine
- 2002: Collateral Damage
- 2002: Ararat
- 2005: The Big Empty
- 2005: The Greatest Game Ever Played
- 2006: Skinwalkers'
- 2006: House, 2ª temporada, episodio 24 "no reason"
- 2007: El prisionero
- 2007: Zodiac
- 2007: Shooter
- 2008: El curioso caso de Benjamin Button, como Gateau
- 2008:   CSI N.Y
- 2009: The Haunting in Connecticut
- 2009: The Fourth Kind
- 2009: Defendor
- 2010: Shutter Island, como Andrew Laeddis
- 2010: The Killer Inside Me
- 2010: Let Me In
- 2010: Die
- 2011: Dream House (Detrás de las paredes)
- 2011: The Killing James Skinner
- 2011: Hospital De Combate (Combat Hospital) (Xavier Marks)
- 2013: Now You See Me
- 2013: The Last Days on Mars (Los últimos días en Marte)
- 2017:  Megalodón
- 2014-2018: Chicago P.D.